# Eccidio della Righetta
L'eccidio della Righetta è stato un crimine di guerra fascista compiuto il 15 aprile 1945 da un reparto della Brigata Nera contro una squadra del distaccamento partigiano Aldo, costato la vita a sette partigiani e a un civile.

## Storia

### Antefatti
Il 12 aprile 1945 i nazi-fascisti scatenarono un grande rastrellamento contro le formazioni partigiane che operavano a cavallo tra le province di Mantova, Modena e Reggio Emilia al fine di potersi poi ritirare a nord del Po in condizioni di relativa sicurezza. Il 14 aprile, a Reggiolo, vennero torturati e giustiziati dai fascisti della III Brigata Nera Mobile “Attilio Pappalardo” sette partigiani luzzaresi.

### L'eccidio
Nella notte del 15 aprile, durante un rastrellamento effettuato dalla III Brigata Nera Mobile “Attilio Pappalardo” ai comandi di Franz Pagliani nelle campagne attorno a Rolo, una squadra del distaccamento Aldo della 77ª Brigata SAP perse il contatto con il grosso del gruppo e cercò riparo ritirandosi verso Fabbrico. Giunti in un casolare in località La Righetta, abitato da contadini (famiglia Calzolari), i partigiani vi si asserragliarono credendo di aver ormai scampato la cattura.
Improvvisamente, informati forse da una spia, i fascisti piombarono alla Righetta e circondarono la casa intimando ai partigiani di arrendersi. I partigiani s'arresero avendo ottenuto dai repubblichini la promessa d'aver salva la vita. Una volta gettate le armi e consegnatisi ai nemici, i sette partigiani più un anziano civile abitante in loco vennero torturati e sommariamente giustiziati davanti alla casa.
I caduti furono sepolti a Rolo dopo la Liberazione (30 aprile 1945) con un imponente funerale con grande partecipazione di cittadini.

## Vittime
- Quirino Bonaretti di Fabbrico, classe 1878, civile;
- Norino Cipolli (Gim) di Rolo, classe 1922[1], partigiano della 77ª brigata SAP;
- Ivan Mihajlow sovietico, partigiano della 77ª brigata SAP;
- Nikolai Mironenko sovietico, partigiano della 77ª brigata SAP;
- Alfredo Monzini (Carnera), classe 1924, partigiano della 77ª brigata SAP;
- Nicola Predieri (Zorro) di Rolo, classe 1921, partigiano della 77ª brigata SAP;
- Antonio Tasselli (Lauri) di Rolo, classe 1920, partigiano della 77ª brigata SAP;
- Francesco Velardi (Bobi), classe 1917, partigiano della 77ª brigata SAP.

## Procedimenti penali
Presso il Tribunale di Ferrara si svolse il processo al capitano della Brigata Nera “Tupin”, Carlo Tortonesi, ritenuto responsabile tra l’altro dell’Eccidio della Righetta, condannato a morte mediante fucilazione alla schiena il 16 aprile 1947. La sentenza venne mutata l'anno seguente in ergastolo dalla Corte di cassazione. In virtù di una serie di riduzioni di pene concesse mediante due decreti presidenziali, Tortonesi fu rilasciato in libertà vigilata il 23 luglio 1954. Otteneva la completa riabilitazione dalla Corte d'Appello di Bologna con la sentenza dell'8 settembre 1967.
Il Tribunale di Bologna emise invece una sentenza a 5 anni di carcere nei confronti di Franz Pagliani, responsabile, assieme a Tortonesi, dell’Eccidio della Righetta. Pagliani scontò la pena a Bologna; nel 1950 riprese l’attività di chirurgo e in seguito divenne un importante dirigente del Movimento Sociale Italiano.

## Monumenti
A ricordo delle vittime della Righetta è stato eretto sul sito un monumento recante scritto i nomi delle vittime, inaugurato in occasione del primo anniversario dell'eccidio.